# Jeddah Eye
A Jeddah Eye egy 250 millió dolláros óriáskerék, melyet Dzsiddában (Szaúd-Arábia) épül a Jeddah City Center projekt keretében.
Ghassan Al-Sulaiman, a projektet vezető City Center Development Company elnöke, és Florian Bollen, a Great Wheel Corporation elnöke 2008 novemberében írták alá a szerződést a kerék felépítésére Hálid al-Fajszal ibn Abd al-Azíz Ál Szaúd hercegnek, Mekka kormányzójának irodájában. A városközpont építését 2009-ben kezdik, a kerék megnyitásának tervezett időpontja 2012. A 12 km-es kiépített partszakaszon hotelek, szórakozóhelyek, múzeumok veszik majd körül az óriáskereket.
A Jeddah Eye 150 méter magas lesz, és a tervek szerint évi 500 000 látogatót vonz majd.